# Fukui prefektúra
Fukui prefektúra Japánban, a Honsú sziget Csúbu régiójában fekszik. Fővárosa Fukui.

## Városok
9 város található ebben a prefektúrában.
- Avara
- Ecsizen
- Fukui
- Kacujama
- Obama
- Óno
- Szabae
- Szakai
- Curuga

## Kisvárosok és falvak
| - Imadate körzet - Ikeda - Mikata körzet - Mihama - Mikatakaminaka körzet - Vakasza - Nandzsó körzet - Minamiecsizen | - Njú körzet - Ecsizen - Ói körzet - Ói - Takahama - Josida körzet - Eiheidzsi |